# Université d'économie d'Athènes
L’université d'économie d'Athènes (en grec moderne : Οικονομικό Πανεπιστήμιο Αθηνών / Oikonomikó Panepistímio Athinón (OPA)) est une université publique, fondée en 1920 à Athènes, en Grèce.

## Dénomination
Établie en 1920 en tant qu'« École des Hautes Études Commerciales d’Athènes », l'institution prend en 1926 le nom d'« École Supérieure des Sciences Économiques et Commerciales » (Ανωτάτη Σχολή Οικονομικών και Εμπορικών Επιστημών (ΑΣΟΕΕ)).
Sa dénomination officielle actuelle, « université d'économie d'Athènes » (en anglais : Athens University of Economics and Business (AUEB)), date de 1989.

## Reconnaissance internationale
Au milieu des années 2000, Der Spiegel place l’université d'économie d'Athènes à la 25e position dans la liste des universités européennes, tandis que le Journal of Economic Theory place l’institution à la 48e position mondiale dans le domaine de l’économétrie.
En février 2021, le Social Science Research Network classe l’université d'économie d'Athènes à la 164e place des écoles de commerce mondiales.

## Histoire
En Grèce, elle est la 3e plus ancienne institution de haute éducation et la plus ancienne dans les domaines de l’économie et du commerce.
- Avant 1955 : seul un diplôme est offert : Économie et Commerce combiné.
- 1955 : 2 diplômes offerts, un en Économie et un autre en Gestion d’Entreprise.
- 1984 : division en 3 départements : Département Économie, Département Gestion d’Administration et Département de Statistiques et d'Informatique.

Par la suite, l'institution est divisée plusieurs fois dans plusieurs départements - un pour chaque licence indiquée ci-dessous :

## Programmes de licence
- Économie
- Études d’Économie Européenne et Internationale
- Gestion d’entreprise
- Gestion et marketing
- Comptabilité et finance
- Informatique
- Statistique
- Science et technologie de la gestion

## Programmes de master et doctorat
- Master & Doctorat en Économie
- MBA (Master en Gestion d’Entreprise)
- Master et Doctorat en Économie Européenne et Internationale
- Master et Doctorat en Science Informatique
- Master Professionnel aux Systèmes Informatiques
- Master et Doctorat en Statistique
- Master et Doctorat en Marketing et Communication
- Master et Doctorat en Science de la Décision